# Autophila troniceki
Autophila troniceki là một loài bướm đêm trong họ Erebidae.